# Вільям Бейліс
Вільям Бейліс (англ. William Baylis, 15 квітня 1962) — американський яхтсмен.
Срібний призер Олімпійських Ігор 1988 року в класі Солінґ.